# 北旺镇
北旺镇，原为北旺乡，是中华人民共和国河北省廊坊市广阳区下辖的一个乡镇级行政单位。2021年1月11日，撤乡设镇。

## 行政区划
北旺镇下辖以下地区：
苗场村、西户屯村、东户屯村、西官地村、李桑园村、桑园辛庄村、李庄村、彭庄村、相士屯村、大枣林村、万庄村、小枣林村、潘庄村、大南旺村、北旺一村、北旺二村、北旺三村、西村、吴堤村、小海子村、郭桑园村、陈桑园村和许各庄村。